# Diadeliomimus rufostrigosus
Diadeliomimus rufostrigosus är en skalbaggsart som först beskrevs av Leon Fairmaire 1897.  Diadeliomimus rufostrigosus ingår i släktet Diadeliomimus och familjen långhorningar.
Artens utbredningsområde är Madagaskar. Inga underarter finns listade i Catalogue of Life.